# 登坂哲朗
登坂 哲朗（のぼりさか てつろう、1934年2月12日 - 1978年8月30日）は、日本のバスケットボール選手。
中学校より姉の影響でバスケットボールを始め、高校時代に国体優勝等頭角を表し、慶應義塾大学に入学。日本鉱業でさらにバスケットボールに没頭し、日本代表に選ばれ1956年のメルボルンオリンピックに出場を果たした。現役引退後は、共同石油（現ENEOSホールディングス）の女子バスケットボール部の創設に参加し、後進の指導にあたった。